# Беркут Олександр Анатолійович
Беркут Олександр Анатолійович (25 липня 1991, Сімферополь) — український асистент футбольного арбітра. Арбітр ФІФА з 2023 року

## Суддівська кар'єра
Беркут є асистентом арбітра в українській Прем'єр-лізі з сезону 2020/2021.
З 2023 року він входить до списку арбітрів ФІФА та обслуговує міжнародні футбольні матчі.
У сезоні 2022/23 Беркут вперше був залучений до суддівства матча Ліги Європи, а в сезоні 2023/24 — уперше у матчі Ліги чемпіонів.
У квітні 2024 року Беркут був призначений резервним асистентом арбітра на чемпіонат Європи 2024 року в Німеччині.